# Lanzada
Lanzada – miejscowość i gmina we Włoszech, w regionie Lombardia, w prowincji Sondrio.
Według danych na rok 2004 gminę zamieszkiwało 1440 osób, 12,4 os./km².